# 雷應志
雷應志（1543年—？），字立甫，號振宇，山西太原府陽曲縣民籍，陝西西安府華州華陰縣人，明朝政治人物。

## 生平
萬曆元年（1573年）癸酉科山西鄉試第四十九名舉人，二年（1574年）中式甲戌科會試第二百十二名，二甲第十七名進士。授戶部主事，以庫役盜太倉銀，罪坐典守不力，五年（1577年）四月降一級調外任，貶壽州同知，遷衢州府同知，官至南京戶部郎中。

## 家族
曾祖雷霆，典史；祖父雷相，儀賓 封亞中大夫；父雷鳴，知縣。母孔氏。永感下。兄雷應龍、雷應虹（儀賓），弟雷國華（儀賓）、雷國棟、雷國綬。